# Terry Reid
Terry Reid (St Neots, 13 de novembro de 1949 – Rancho Mirage, 4 de agosto de 2025) foi um cantor e guitarrista inglês. Foi vocalista da banda The Jaywalkers, que em 1966 foram banda de suporte a The Rolling Stones no concerto que deram no Royal Albert Hall. 
Terry Reid foi convidado por Jimmy Page, para ser vocalista de um novo grupo que ele estaria a formar (New Yardbirds), mas Reid recusou por ter uma turnê marcada como artista de suporte aos Cream. Os New Yardbirds foram a génese dos Led Zeppelin. 
Mais tarde foi também convidado para ser o vocalista dos Deep Purple, e novamente por ter assumido outros compromissos, não aceitou.

## Discografia
- Bang, Bang You're Terry Reid (1968)
- Terry Reid (1969)
- River (1973)
- Seed of Memory (1976)
- Rogue Wave (1979)
- The Hand Don`t Fit The Glove (1985)
- The Driver (1991)
- Super Lungs The Complete Studio Recordings 1966-1969
- Silver White Light-Live at the Isle of Wight 1970-2004
- Alive (2004)

## Filmografia
- Wonderland (2003)
- The Devil's Rejects (2005)